# Oblężenie Kowna
Oblężenie Kowna – oblężenie zamku w Kownie w 1362 roku, które zakończyło się zwycięstwem wojsk krzyżackich i zburzeniem zamku.

## Tło
W 1283 roku po pokonaniu Prusów Zakon krzyżacki rozpoczął najazdy na obszar Wielkiego Księstwa Litewskiego, w celu podbicia kraju i siłowego nawrócenia go na chrześcijaństwo. Do połowy XIV wieku zakon atakował głównie ziemie zachodniej Litwy. Niemen stał się naturalną przeszkodą w atakach w głąb Litwy, co Litwini postanowili wykorzystać, budując wzdłuż niego szereg drewnianych zamków – m.in. w Kolajnie, Wielonie, Pieštviė, Paštuvie czy Bisenie. W 1361 roku w ramach tej sieci zamków powstał kamienny zamek w Kownie, który według obecnej wiedzy historycznej jest najstarszym litewskim kamiennym zamkiem. Wokół zamku najprawdopodobniej powstał zespół pomniejszych fortyfikacji obronnych.
Zamek powstał u zbiegu Niemna i Wilii. Jego główną funkcją była ochrona państwa litewskiego od zachodu i zabezpieczenie wiodącego Wilią szlaku wodnego do Wilna.  Na jego miejscu stały niegdyś starsze zabudowania, które zostały jednak zniszczone na długo przed budową zamku – w trakcie prac archeologicznych na miejscu zamku znaleziono ślady ceramiki datowanej na od X do XII wieku. 

## Historia
Zamek w Kownie (podobnie jak i samo miasto Kowno) po raz pierwszy wzmiankowany był w 1361 roku. Według kroniki Wiganda z Marburga w roku tym Krzyżak Henryk z Schöningen dowodził misją zwiadowczą, której celem było zdobycie rozeznania w konstrukcji zamku, co miało pozwolić na przygotowanie planów oblężenia zamku kowieńskiego, które planowano na zimę 1362 roku.
W 1362 roku rozpoczęła się krzyżacka wyprawa na Kowno. Na czele wojsk krzyżackich stał wielki mistrz Winrych von Kniprode. Wojska krzyżackie były wspomagane przez gości z Anglii, Włoch i Niemiec. 13 marca 1362 roku wojska krzyżackie rozpoczęły oblężenie zamku w Kownie. Wojska księcia Kiejstuta i wielkiego księcia Olgierda ze względu na krzyżacką przewagę nie zdołały przyjść z pomocą oblężonym i jedynie przyglądały się krzyżackim atakom z okolicznych wzniesień. Na czele oblężonych stanął syn wielkiego księcia – książę Wojdat. Krzyżacy początkowo przystąpili do kopania biegnącego do Niemna do Wilii rowu, który posłużył im za szaniec. Do ataków na kowieński zamek wykorzystali tarany, wieże oblężnicze, trebusze, prototypowe rusznice oraz niewielkie armaty. Krzyżacy przystąpili do szturmu, zdobyli basztę nad Willią i poczynili wyłomy w murach, jednak obrońcy bronili się dalej.
10 kwietnia Krzyżacy otrzymali posiłki od Zakonu Kawalerów Mieczowych, co pozwoliło im otoczyć zamek. Dzięki nowozbudowanej machinie Krzyżakom udało się skruszyć mury zamku. Kiejstut próbował przystąpić do negocjacji z wielkim mistrzem, jednak zakończyły się one fiaskiem. 17 kwietnia 1362 roku Krzyżacy wdarli się do środka zamku i podpalili go. Zamek został zniszczony. 37 Litwinów (włącznie z księciem Wojdatem) dostało się do krzyżackiej niewoli. Według Wiganda z Marburga w wyniku walk zginęło 600 litewskich obrońców i 200 krzyżackich szturmujących, zaś w wyniku pożaru zamku zginęło łącznie 3500 osób. Współcześni historycy kwestionują jego szacunki i szacują liczbę litewskich ofiar na około 350 zabitych. 
Po zdobyciu zamku Krzyżacy odśpiewali pieśń Christ ist erstanden, a w niedzielę wielkanocną biskup sambijski odprawił mszę na gruzach zamku. 
Krzyżacy nie próbowali utrzymać Kowna – powróciło ono do państwa litewskiego. Na początku XV wieku na fundamentach zniszczonego zamku wzniesiono nowy.

## Legendy i ich wykorzystanie w sztuce

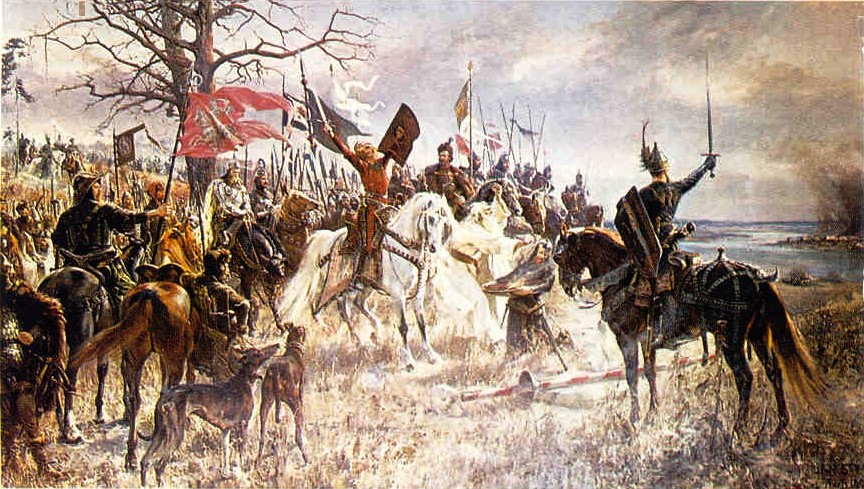
Przysięga Witolda - obraz Jana Styki

Według litewskiej legendy oblężeniu Kowna przyglądać miał się młody książę Witold (miał wtedy około siedmiu lub ośmiu lat), który miał poprzysiąc to, że swoje życie poświęci na pomszczenie ofiar i walkę z Krzyżakami. Motyw ten znalazł się np. na obrazie Jana Styki zatytułowanym Przysięga Witolda.
Legenda obrońców zamku kowieńskiego przetrwała również w litewskim folklorze, a zwłaszcza litewskich pieśniach ludowych. Maciej Stryjkowski przytacza słowa Hurdy, współdowodzącego obroną zamku kowieńskiego, syna księcia giedrojckiego Ginwiłły. Według niego miał on ubolewać nad stratą broniących zamek rycerzy słowami „Nie tyle zamku szkoda, co rycerzy, których pochłonął ogień”. Opowieść ta została oparta na jednej z najstarszych litewskich heroicznych pieśni wojskowych, a jej słowa „Nie tak żal mi zamku, jako tych wojaków” jako inspirację do swojego wiersza O zburzeniu Kowna przez mistrza von Kniprode za Olgierda r 1362 wchodzącego w skład Śpiewek o dawnych Litwinach do roku 1434 wykorzystał Jan Czeczot. Wiersz utrzymany jest w tonacji sentymentalnej pieśni ludowej.

## Upamiętnienie

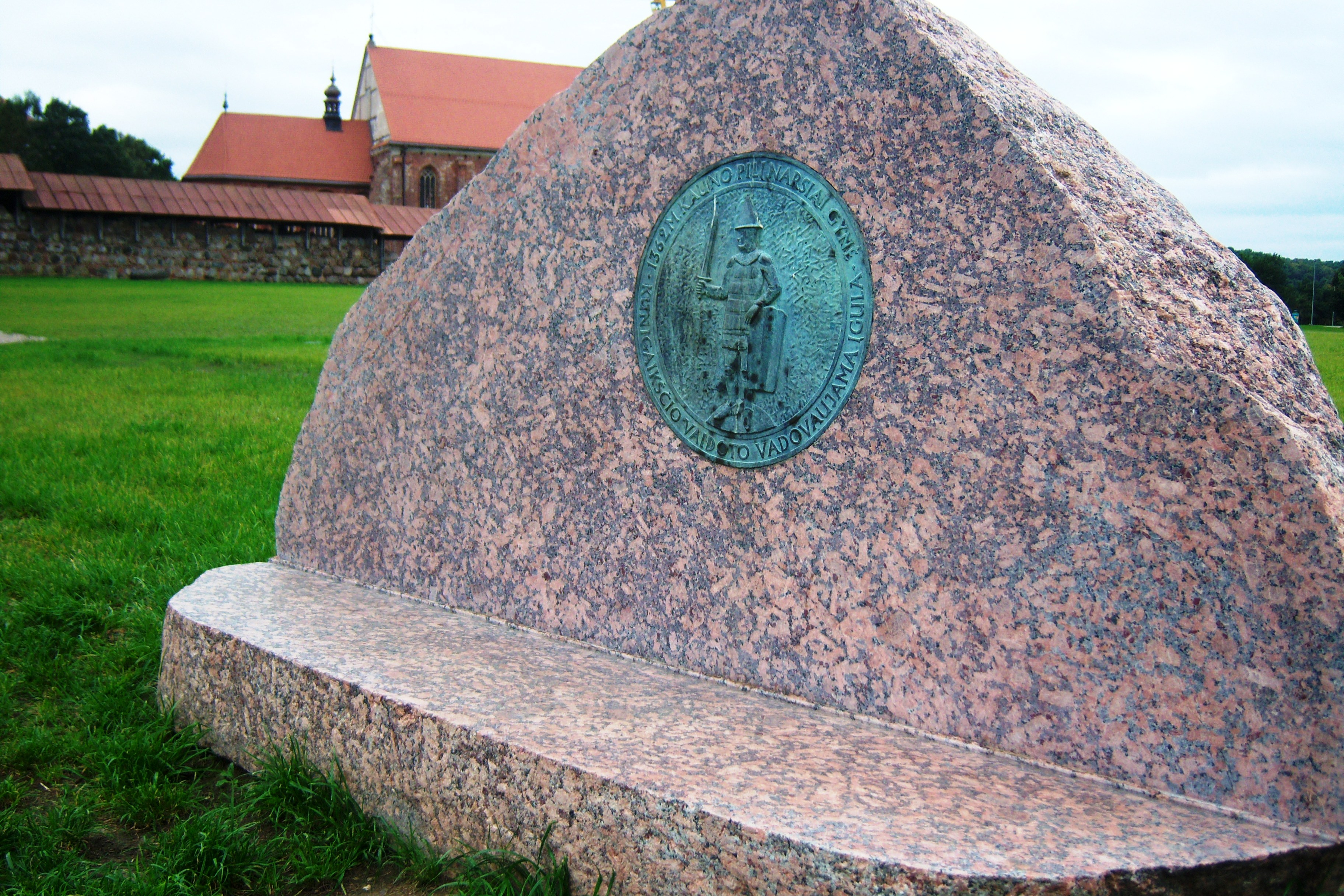
Kamień upamiętniający księcia Wojdata i obrońców zamku

W pobliżu kamieńskiego zamku znajduje się głaz upamiętniający obrońców zamku i księcia Wojdata.